# 泰烏瓦 (芬蘭)

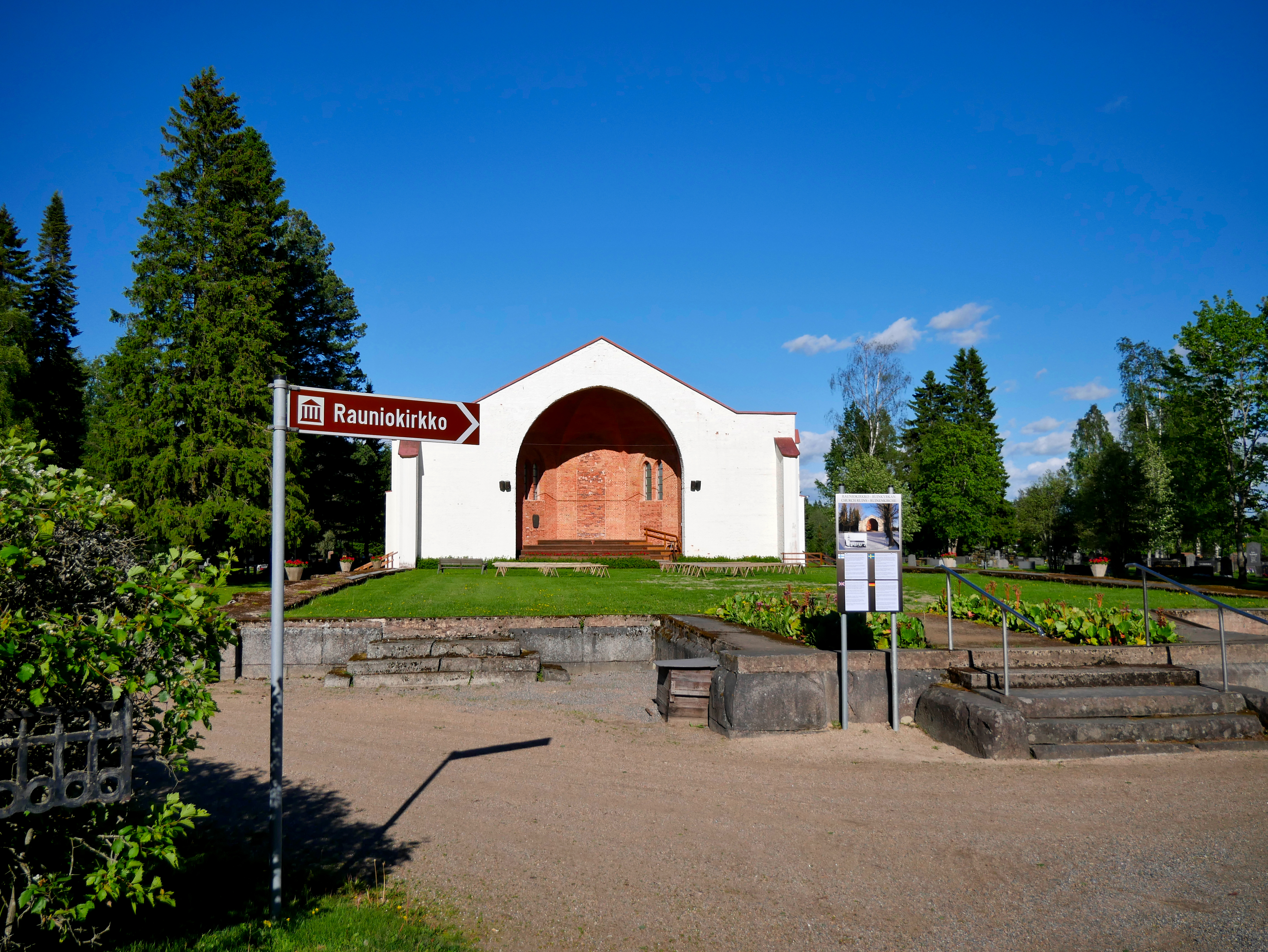
教堂遗址

泰烏瓦（芬蘭語：Teuva）是芬蘭南博滕區的市鎮，位於該國西南部，距離克里斯蒂娜城36公里，始建於1868年，面積556平方公里，2013年人口5,800，人口密度為每平方公里10.46人。

## 外部連結
- 官方网站  （文） （瑞典文） （英文）